# Swanea laticornis
Swanea laticornis är en insektsart som först beskrevs av Sjöstedt 1921.  Swanea laticornis ingår i släktet Swanea och familjen Morabidae. Inga underarter finns listade i Catalogue of Life.